# Streptopus parviflorus
Streptopus parviflorus är en liljeväxtart som beskrevs av Adrien René Franchet. Streptopus parviflorus ingår i släktet Streptopus och familjen liljeväxter. Inga underarter finns listade.